# Reenald Koch
Reenald Koch (* 19. Dezember 1959 in Hamburg-Groß Flottbek) ist ein ehemaliger deutscher Fußballspieler und -funktionär.

## Werdegang
Mit 14 Jahren kam der Hamburger Jugendauswahlspieler von der Großflottbeker Spielvereinigung zum FC St. Pauli. Zwischenzeitlich spielte er ein Jahr beim Hamburger SV und kehrte dann zu St. Pauli zurück. In der Saison 1978/79 spielte er erstmals in der zweiten Bundesliga für die Profimannschaft der Hamburger, meist aber in der Amateurmannschaft, während er bei der AEG eine Ausbildung zum Industriekaufmann durchlief. 1979 musste der Verein den Zwangsabstieg per Lizenzentzug hinnehmen und den Neuanfang in der Oberliga Nord beginnen. Auch Abwehrspieler Koch ging diesen Weg und wurde mit dem FC St. Pauli 1981 sowie 1983 Meister der Oberliga. Während es 1981 aufgrund der Umstrukturierungen in der 2. Bundesliga keine Aufsteiger gab und man stattdessen in der Deutschen Amateurmeisterschaft bis ins Finale vordrang, scheiterte der Klub 1983 in der Aufstiegsrunde zur 2. Bundesliga.
In der Saison 1983/84 wurde Koch mit dem Verein nur Vizemeister, dennoch qualifiziert für die Aufstiegsrunde feierte man in diesem Sommer die Rückkehr in den Profifußball. Nach dem Wiederaufstieg 1984 blieb Reenald Koch Amateur und verabschiedete sich Richtung Altona 93, dessen Trainer damals Willi Reimann war. In der Spielzeit 1986/87 spielte er für den FC St. Pauli wieder in der 2. Fußball-Bundesliga und erreichte den dritten Tabellenplatz, in der Relegation zur Bundesliga scheiterte man knapp am FC 08 Homburg. Ab 1987 spielte Koch im Amateurbereich beim TuRa Harksheide sowie später beim Glashütter SV. Am Jahresende 1995 beendete er in Glashütte seine Spielerlaufbahn, da die Ausübung des Sports nicht mehr mit seinen beruflichen Verpflichtungen als Leiter einer Werbeagentur vereinbar war.
Im Jahr 1999 wurde Reenald Koch Vizepräsident des FC St. Pauli und nur ein Jahr darauf Präsident. Zum 31. Dezember 2002 trat Koch zurück, sein Nachfolger wurde Corny Littmann. Im Jahr 2003 übernahm Koch das Amt des Vorsitzenden von Eintracht Norderstedt. Er wurde der erste Vorsitzende infolge der Vereinsgründung, an der er mitgewirkt hatte. Ab 2009 war der Unternehmer zudem Manager der Norderstedter. 2017 wurde Koch vom Hamburger Fußball-Verband, in dessen Ausschuss für Fußballentwicklung er Mitglied war, mit der Silbernen Ehrennadel ausgezeichnet. Anfang Dezember 2023 gab Koch sein Amt als Eintracht-Vorsitzender mit augenblicklicher Wirkung ab, nachdem er bereits im Jahr 2021 anlässlich seiner Wiederwahl seinen Rücktritt am Ende der Amtszeit angekündigt hatte.